# Schizogenius
Schizogenius is een geslacht van kevers uit de familie van de loopkevers (Carabidae). De wetenschappelijke naam van het geslacht is voor het eerst geldig gepubliceerd in 1846 door Jules Putzeys.

## Soorten
Het geslacht Schizogenius omvat de volgende soorten:
- Schizogenius amphibius (Haldeman, 1843)
- Schizogenius apicalis Putzeys, 1861
- Schizogenius arechavaletae Putzeys, 1866
- Schizogenius arimao Darlington, 1934
- Schizogenius auripennis Bates, 1881
- Schizogenius baenningeri Kult, 1950
- Schizogenius basalis Putzeys, 1866
- Schizogenius bicolor Whitehead, 1972
- Schizogenius brevicornis (Brulle, 1837)
- Schizogenius brevisetosus Whitehead, 1972
- Schizogenius capitalis Putzeys, 1861
- Schizogenius carinatus Whitehead, 1966
- Schizogenius cearaensis Whitehead, 1972
- Schizogenius chiricahuanus Whitehead, 1972
- Schizogenius clivinoides Putzeys, 1866
- Schizogenius costiceps Steinheil, 1869
- Schizogenius costipennis Whitehead, 1972
- Schizogenius crenulatus Leconte, 1852
- Schizogenius darlingtoni Kult, 1950
- Schizogenius depressus Leconte, 1852
- Schizogenius dilatus Whitehead, 1972
- Schizogenius dyschirioides Putzeys, 1861
- Schizogenius elongatus Kult, 1950
- Schizogenius emdeni Whitehead, 1972
- Schizogenius falli Whitehead, 1972
- Schizogenius ferrugineus Putzeys, 1846
- Schizogenius freyi Baehr, 1983
- Schizogenius gracilis Putzeys, 1846
- Schizogenius impressicollis Putzeys, 1846
- Schizogenius impuncticollis Whitehead, 1972
- Schizogenius interstriatus Putzeys, 1878
- Schizogenius iridescens (Putzeys, 1866)
- Schizogenius janae Kult, 1950
- Schizogenius kulti Whitehead, 1972
- Schizogenius leprieuri (Castelnau, 1835)
- Schizogenius lindrothi Whitehead, 1972
- Schizogenius lineolatus (Say, 1823)
- Schizogenius litigiosus Fall, 1901
- Schizogenius longipennis Putzeys, 1866
- Schizogenius maculatus Kult, 1950
- Schizogenius multipunctatus Kult, 1950
- Schizogenius multisetosus Bates, 1891
- Schizogenius negrei Whitehead, 1972
- Schizogenius neovalidus Whitehead, 1972
- Schizogenius ocellatus Whitehead, 1972
- Schizogenius ochthocephalus Whitehead, 1972
- Schizogenius optimus Bates, 1881
- Schizogenius ozarkensis Whitehead, 1972
- Schizogenius pacificus Whitehead, 1972
- Schizogenius planulatus Leconte, 1863
- Schizogenius planuloides Whitehead, 1972
- Schizogenius pluripunctatus Leconte, 1852
- Schizogenius plurisetosus Whitehead, 1972
- Schizogenius putzeysii Kirsch, 1873
- Schizogenius pygmaeus Vandyke, 1925
- Schizogenius quadripunctatus Putzeys, 1866
- Schizogenius quinquesulcatus Putzeys, 1861
- Schizogenius reichardti Whitehead, 1972
- Schizogenius riparius Putzeys, 1878
- Schizogenius sallei Putzeys, 1866
- Schizogenius scopaeus Whitehead, 1972
- Schizogenius sculptilis Whitehead, 1972
- Schizogenius sellatus Putzeys, 1866
- Schizogenius seticollis Fall, 1901
- Schizogenius strigicollis Putzeys, 1846
- Schizogenius sulcatulus Putzeys, 1846
- Schizogenius sulcifrons Putzeys, 1846
- Schizogenius suturalis Whitehead, 1972
- Schizogenius szekessyi Kult, 1950
- Schizogenius tenuis Bates, 1881
- Schizogenius tibialis Whitehead, 1972
- Schizogenius tristriatus Putzeys, 1846
- Schizogenius truquii Putzeys, 1866
- Schizogenius whiteheadi Nichols, 1982
- Schizogenius xanthopus (Brulle, 1837)